# Emilia Schüle

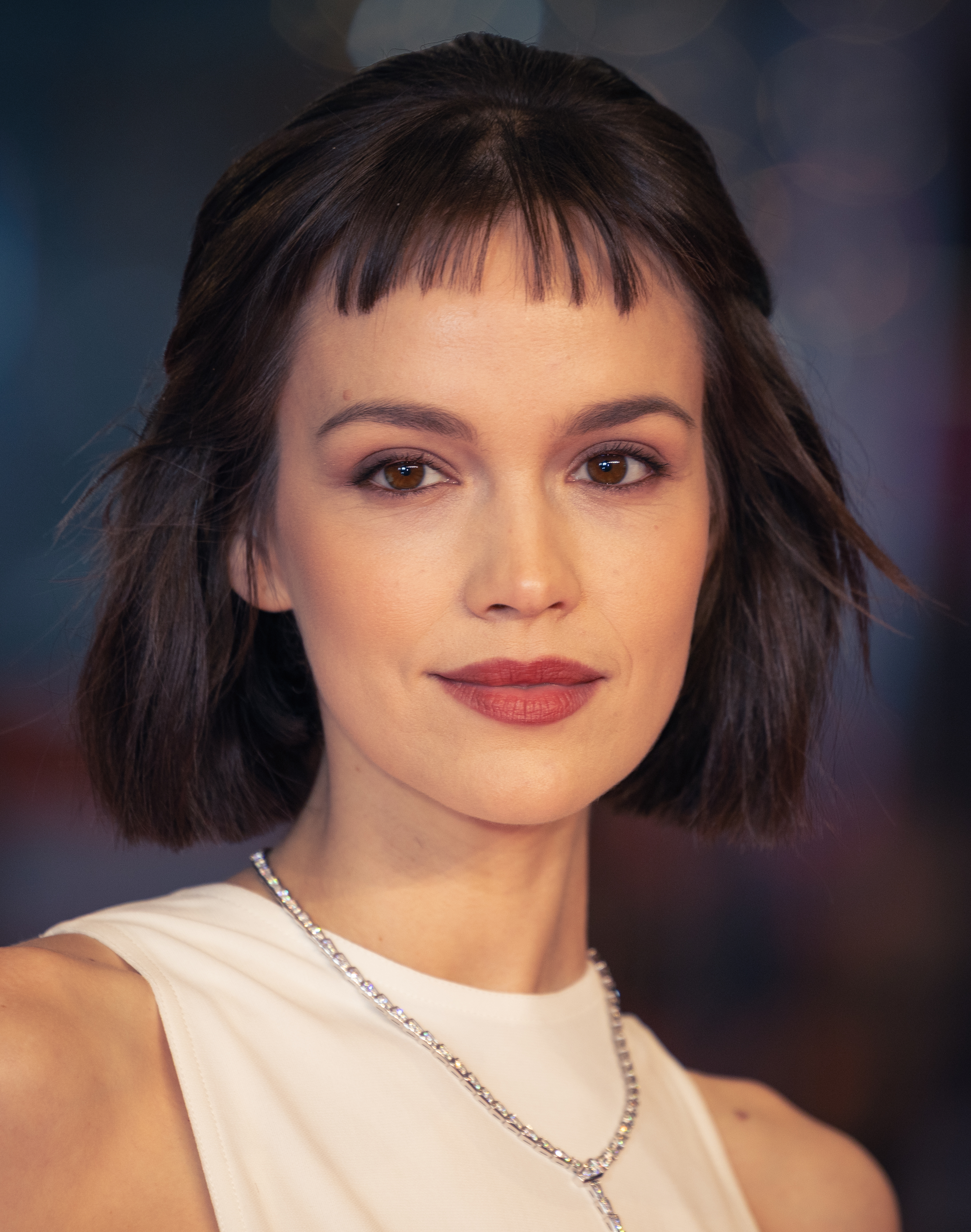
Emilia Schüle auf der Berlinale 2025

Emilia Schüle (russisch Эмилия Шюле; * 28. November 1992 in Blagoweschtschensk, Russland) ist eine deutsche Schauspielerin, Hörspiel- und Synchronsprecherin.

## Leben
Emilia Schüles Eltern, der Vater Psychiater und Psychotherapeut, die Mutter Internistin, kamen als russlanddeutsche Spätaussiedler mit ihr nach Berlin, als sie ein Jahr alt war. Sie übersprang die vierte Klasse und machte an der Internationalen Schule in Berlin-Dahlem Abitur.
Im Alter von sieben Jahren nahm sie professionellen Tanzunterricht in Modern Dance und Ballett. 2005 kam sie durch den Workshop Talents Getting Started zur Schauspielerei. Im selben Jahr war sie in einem Werbespot für Arcor zu sehen, der auf der Berlinale lief. Im Jahr darauf war sie in dem Kurzfilm Nichts weiter als von Le Forel zu sehen, der ebenfalls auf der Berlinale lief. 
Im Fernsehfilm Manatu – Nur die Wahrheit rettet Dich spielte sie ihre erste Hauptrolle. Ihre erste Hauptrolle in einem Kinofilm hatte sie in Freche Mädchen, in dem sie an der Seite von Anke Engelke, Armin Rohde, Piet Klocke und Wilson Gonzalez Ochsenknecht in der Rolle der Mila zu sehen ist. Ihre nächste Hauptrolle war die der Sofie in dem Jugendfilm Gangs neben Wilson Gonzalez und Jimi Blue Ochsenknecht. 2010 spielte Schüle in dem Musikfilm Rock It! die Hauptrolle der Julia/Toni sowie wiederum die Mila in Freche Mädchen 2. In dem Märchenfilm Aschenputtel, der im Dezember 2010 erstmals im ZDF ausgestrahlt wurde, hatte sie die Titelrolle inne.
In der Verfilmung Vermisst – Alexandra Walch, 17 spielte sie die verschwundene Tochter des von Richy Müller und Ann-Kathrin Kramer gespielten Paares. Der Film wurde im September 2011 von Sat.1 ausgestrahlt und für den 3sat-Zuschauerpreis 2011 nominiert. 2013 spielte Schüle in dem Kurzfilm Jeanetmila an der Seite ihres damaligen Freundes Jannis Niewöhner. Der Film thematisiert die Probleme, die in einer Partnerbeziehung auftreten können. In dem Katastrophenfilm Helden – Wenn dein Land dich braucht arbeitete sie erneut mit Niewöhner zusammen. In dem Anfang November 2013 von Sat.1 ausgestrahlten Fernsehfilm In einem wilden Land verkörperte sie die Mila, eine Weberin, die nach Texas auswandert und sich dort in den Indianerhäuptling Buffalo Hump verliebt. Auch Niewöhner war wieder mit von der Partie und gab in dem Abenteuerfilm ihren Ehemann, der jedoch gleich anfangs des Films in ihren Armen stirbt. In den folgenden Jahren spielte sie weitere Hauptrollen in Kino- und Fernsehfilmen.
2017 spielte sie in der ersten Staffel der Fernsehserie Charité Hedwig Freiberg, die Geliebte und zweite Ehefrau von Robert Koch. Im selben Jahr verkörperte sie die Ewa in Jugend ohne Gott in der Verfilmung von Alain Gsponer. Im Sommer 2018 wurde der Liebesfilm Traumfabrik unter der Regie von Martin Schreier gedreht, der am 4. Juli 2019 in die Kinos kam; darin verkörpert sie in der Hauptrolle die Tänzerin Milou. In den Animationsfilmen Drachenzähmen leicht gemacht, Drachenzähmen leicht gemacht 2 sowie Drachenzähmen leicht gemacht 3: Die geheime Welt leiht sie ihre Stimme dem in dem Wikingerdorf Berk beliebten Mädchen Astrid Hofferson. Im 2020 erstmals ausgestrahlten Tatort National feminin spielt sie eine Hauptrolle.
Nachdem sie bereits seit etwa zehn Jahren als Hobbyfotografin aktiv gewesen war, konnte Schüle im Herbst 2024 mit der Aktion „Run without a sound“ ihr Ausstellungsdebüt feiern. Die Aufnahmen, die in einer Berliner Kunstgalerie ausgestellt wurden, waren während einer Kolumbienreise entstanden.
Emilia Schüle lebt in Berlin.

## Filmografie (Auswahl)

### Kino
- 2006: Nichts weiter als (Kurzfilm)
- 2008: Freche Mädchen
- 2009: Gangs
- 2010: Rock It!
- 2010: Freche Mädchen 2
- 2012: Mann tut was Mann kann
- 2012: Unter Frauen
- 2012: Nemez
- 2014: Vaterfreuden
- 2014: Besser als Nix
- 2015: Tod den Hippies!! Es lebe der Punk
- 2015: Boy 7
- 2016: LenaLove
- 2016: Smaragdgrün
- 2016: Unsere Zeit ist jetzt
- 2017: Jugend ohne Gott
- 2017: High Society
- 2017: Simpel
- 2017: Es war einmal Indianerland
- 2019: Axel, der Held
- 2019: Traumfabrik
- 2020: Narziss und Goldmund
- 2020: Hello Again – Ein Tag für immer
- 2021: Die Vergesslichkeit der Eichhörnchen
- 2022: Wunderschön
- 2024: Die Ironie des Lebens
- 2025: Wunderschöner

### Fernsehen
- 2007: Manatu – Nur die Wahrheit rettet Dich
- 2008: Brüderchen und Schwesterchen (ARD-Märchenfilmreihe Sechs auf einen Streich)
- 2008: Lucky Fritz
- 2009: Meine wunderbare Familie (Fernsehserie, 23 Folgen)
- 2009: Faktor 8 – Der Tag ist gekommen
- 2010: Aschenputtel
- 2011: Vermisst – Alexandra Walch, 17
- 2011: Isenhart – Die Jagd nach dem Seelenfänger
- 2011: SOKO Stuttgart – In Vino Veritas
- 2012: Die letzte Spur – Reifeprüfung
- 2012–2014: Add a Friend (Fernsehserie, 20 Folgen)
- 2012: Tatort – Wegwerfmädchen
- 2012: Tatort – Das goldene Band
- 2013: Der letzte Bulle
- 2013: Jeanetmila (Kurzfilm)
- 2013: Helden – Wenn dein Land dich braucht
- 2013: In einem wilden Land
- 2014: Helen Dorn – Unter Kontrolle
- 2015: Mordkommission Berlin 1
- 2016: Auf kurze Distanz
- 2016: Ku’damm 56 (Fernsehserie, 3 Folgen)
- 2016: Berlin Station (Fernsehserie, 8 Folgen)
- 2017: Charité (Fernsehserie, 6 Folgen)
- 2018: Ku’damm 59 (Fernsehserie, 3 Folgen)
- 2019: Prof. Wall im Bordell
- 2019: Treadstone (Fernsehserie, 8 Folgen)
- 2020: Tatort – National feminin
- 2021: Ku’damm 63 (Fernsehserie, 3 Folgen)
- 2021: jerks.
- 2022: Der Parfumeur
- 2022–2025: Marie Antoinette (Fernsehserie, 16 Folgen)

### Internet
- 2009: 4 Yoginis (Webserie)
- 2017: Antimarteria

### Synchronisation
- 2010: Drachenzähmen leicht gemacht
- 2011: Drachen – Ein Geschenk von Nachtschatten (Kurzfilm)
- 2014: Drachenzähmen leicht gemacht 2
- 2018: Die Unglaublichen 2
- 2019: Drachenzähmen leicht gemacht 3: Die geheime Welt
- 2022: DC League of Super-Pets
- 2023: Elemental
- 2024: Transformers One

## Hörspiele (Auswahl)
- 2014: Drachenzähmen leicht gemacht 2: Das Original-Hörspiel zum Kinofilm (Edelkids Verlag & Audible)
- 2019: Drachenzähmen leicht gemacht 3. Die geheime Welt: Das Original-Hörspiel zum Kinofilm (Audible)

## Sonstiges
Neben ihren Auftritten in Fernseh- und Kinofilmen war Emilia Schüle auch in Werbespots zu sehen, zum Beispiel für Ikea, Clearasil und Telekom.
2019 und 2021 war sie Kandidatin bei XXL-Ausgaben der TV-Show Wer weiß denn sowas?.
Sie spricht fließend Deutsch, Englisch und Russisch.
Emilia Schüle wirbt für mehr Empathie in der virtuellen Welt und engagiert sich gegen Cybermobbing. Sie hat im Dezember 2020 mit sechs weiteren Akteuren, darunter Key Pousttchi und Lukas Pohland, die Initiative Digitale Empathie e. V. gegründet. Die Schirmherrschaft hat Dorothee Bär übernommen.

## Auszeichnungen
- 2008: Nominiert für den Undine Award in der Kategorie „Beste jugendliche Hauptdarstellerin in einem Kinospielfilm“ (Freche Mädchen)
- 2010: Nominiert für den New Faces Award als „Beste Jungschauspielerin“ (Rock It!)
- 2014: Goldene Kamera – Hörzu Nachwuchspreis
- 2014: Deutscher Schauspielerpreis als beste Nachwuchsschauspielerin
- 2015: Askania Award (Shooting Star)
- 2017: Nominiert für den Bambi in der Kategorie „Beste Schauspielerin National“ (High Society)
- 2018: Jupiter Award 2018 (Beste Darstellerin National)
- 2019: Goldene Henne in der Kategorie Schauspiel